# イフワーン派
イフワーン派またはイフワーニー派（中国語: 依赫瓦尼、拼音: Yīhèwǎní）は、19世紀に中国で誕生したスンナ派ハナフィー学派に属するイスラームの一派。
アラビア半島で誕生したワッハーブ派の影響を受けた馬万福によってカディーム派など旧来の教派を批判するかたちで創始され、回族軍閥に支持されて勢力を拡大した。現在では、最大教派であるカディーム派に次ぐ100万の信徒を抱えている。

## 名称
「イフワーン」とはアラビア語で「兄弟」や「同胞」を指す。イフワーン派はカディーム派や門宦を「旧教」と批判したことから「新教」や「新興教」、「新興派」と呼ばれている。また、経典に基づくことや習俗を改めることを主張していたため「遵経派」や「聖行派」とも呼ばれる。

## 歴史

### 創始
イフワーン派は西南アジアのイスラーム改革に影響を受けた馬万福によって1890年代に創始された。1853年にフフィーヤのアホンの家に生まれた馬万福は幼いころから宗教教育を受け、アラビア語やペルシア語を学び、1875年にはアホンの資格を取得した。1888年には新疆を経由してマッカ巡礼に赴き、そのままマッカに4年間とどまった。彼はマッカでの宗教儀礼が地元中国、特に門宦の儀礼と異なることを知り、それを教義を解説する典籍が中国に存在しないことが原因であると考えた。
馬万福は当時アラビア半島で流行していたワッハーブ派の影響を受け、中国イスラームの改革を決意した。彼は1892年に帰国し、河州で後に「十大ハッジ」や「十大アホン」と呼ばれる門宦やカディーム派のアホンらと共にマッカから持ち帰ったワッハーブ派の経典に基づいて議論を行い、自分たちの主張を以下の「十大綱領」として定めた。
（1）集団でクルアーンを唱えてはならず、一人だけが唱え、他の人はこれを聞くだけである。
（2）大声で主を讃えない。
（3）ドゥアーを多くはしない。
（4）ゴンバイを参拝しない。
（5）アホンに「死者の贖罪の儀式」を依頼しない。
（6）故人の忌日を記念しない。
（7）クルアーンの読誦によっては贖罪されない
（8）タイタイウォルの法事（アマル）を行わない。
（9）ハオコンに対してはションハイラ（手端 ・手段）を使う。
（10）アマルは自分で行い、他の人が代行することはいけない。クルアーンは自分で唱えるべきで、他の人が変わって唱えるのは良くない。—十大綱領
その後、馬万福は「全てはクルアーンに帰れ」「経典に基づいて習俗を改める」などと唱え、十大ハッジらと共に「イフワーン」を結成して宗教改革を開始した。ここにイフワーン派が形成された。
イフワーン派は儀式の簡略化や宗教負担の軽減を訴え、また、当時の中国におけるイスラームはパンゼーの乱などの蜂起の失敗で打撃を受けており、ムスリム民衆が精神的な安寧を求めていたことで信徒を増やした。その一方でカディーム派を「老教」と見なしたうえで「歪教」「異端」「外道」と痛烈に批判しており、旧来の教派との軋轢が生まれた。
1895年にはフフィーヤの教派争いを原因として再びムスリムによる反乱が発生した。馬万福はイフワーン派の信徒に蜂起を呼び掛け、自らもこの反乱に参加した。しかし、ほどなくして馬万福は軍閥の馬安良に連絡を取り、降伏した。馬万福は反乱が鎮圧された後、清朝政府に追われたが、馬安良を通じてその罪を取り消された。その後、馬万福は馬安良の故郷である漠泥溝を訪れ、馬安良の弟の馬国良の支持を得てイフワーン派を広めた。彼はイフワーン派の主張を系統的に記した『布哈里喧徳』を編集し、この中で五行について厳格に規定した。しかしこれは20部あまりしか刻印されず、馬安良の反対によって発行が禁止され刻印も破棄された。
1906年、馬万福は河州でイフワーン派の信徒およそ100人を集めて「イフワーン派を以て教派と門宦を統一する」「教派のために血を流し犠牲になるのは殉教者である」と檄を飛ばし、これを恐れた他の教派によって総督に訴えられ、各地を転々としながら布教活動を続けた。馬万福は1914年ごろから新疆で布教を行っていたが、1917年、彼は新疆総督であった楊増新の命令によって捕らえられ、甘粛へ護送されている所を軍閥の馬麒によって救出された。

### 軍閥の庇護
臨夏の馬安良・馬国良兄弟の軍閥と覇権を争っていた馬麒は影響力のある教派による宗教的な支柱を必要としていた。そこで彼はイフワーン派を支持して他の教派や門宦を抑え青海を支配することをはかった。1922年には青海に「寧海回教促進会」を設立し、イフワーン派のアホンの育成を開始した。1929年に馬麒が死去すると馬麒の弟である馬麟とその息子である馬歩芳が軍閥の支配権を継承し、馬麒と同様にイフワーン派を擁護した。こうした強力な保護を受けたイフワーン派は青海の国教としての扱いを受けることとなった。
これまで圧迫を受けてきたイフワーン派は一転して他教派を圧迫し、改宗を強制できる立場に変わった。寧海回教促進会はアホンを育成するほか各地のモスクにアホンを送り改宗を強制していた。そのために1923年には肉親同士の殺し合いが起きたという。1936年に馬歩芳が青海省の主席に就任した際にはイフワーン派への強制改宗が行われた。彼は1939年には青海回教教育促進会会長に就任し、その職権を利用して青海省のアホンをことごとくイフワーン派のアホンに変えた。1940年には馬歩芳は、イフワーン派への改宗を拒絶し馬歩芳勢力の軍人を殺害した河州にある村を攻撃し、村人側に150人以上の犠牲者が出た。1949年までに甘粛省の臨夏では16あったモスクの内12のモスクがイフワーン派に強制改宗させられた。
イフワーン派は青海や甘粛に限らず寧夏でもまた布教活動を行った。当初はカディーム派の抵抗に遭って死者が出たり、門宦であるジャフリーヤによってアホンが誘拐されたりしたが、寧夏出身のアホンである虎嵩山によって1930年代までに寧夏の大部分に広まった。しかし1980年代の信徒数は十数万人で、カディーム派とジャフリーヤに及ばないという。

### 分裂
1936年、イフワーン派のアホンだった馬得宝がマッカ巡礼に赴いた際にワッハーブ派の典籍を中国に持ち帰り、これを研究して新たな教えを伝授し始めた。これはイフワーン派内で論争を引き起こし、1937年にはイフワーン派は、馬万福からの教えを堅持する「蘇派」と馬得宝の新たな教えに従う「白派」ことサラフィーヤ派に分裂した。丸山 (2001)によると、サラフィーヤ派の信者数は1000戸ほどだという。

### 現在まで
2004年時点でイフワーン派の信者の数は100万人以上で、カディーム派に次ぐ信者を抱えている。
寧夏伊斯蘭教協会や銀川市伊斯蘭教協会をはじめとしてイフワーン派は中央や地方のイスラーム協会で優先的に重視される傾向にある。これについて澤井 (2018)は、イフワーン派は他の教派、特に門宦と比べて教派のネットワークを形成する可能性が低く、中国共産党や中国政府にとって脅威にならないと認識されているためだとしている。

## 教義
イフワーン派は、宗教的な儀礼は厳格にクルアーンとハディースに従うべきであり、五行はあらゆる義務の中で最も基本的な義務であるとしてこれを厳格に履行すべきだと主張している。また、イフワーン派はハナフィー学派の法学文献を最重視しており、経典の解釈や社会問題・日常生活の処理にもハナフィー学派の教義に厳格に従うべきとしている。
イフワーン派は宗教的な行いを「天命」「当然」「聖行」「副功」の4種に分け、前の3種を履行すべき主要な義務だとし、最後の「副功」は余裕があるときにすればよいとしている。
そのほか、カディーム派や門宦が伝統的な慣習を、クルアーンやハディースに基づかない儀礼であると考え、漢文化の影響を受けた「反イスラーム的」な儀礼であるとしている。ただし、下記する教義は現代では決してすべてが守られているわけではない。

### 冠婚葬祭
婚礼の際、他の教派の新郎はペルシア語で「受け入れます」という意味の言葉を唱えるが、イフワーン派はペルシア語ではなく中国語で唱えるように主張した。
イフワーン派は葬儀の際、号泣することや故人のために喪に服すこと、そのほか通夜をすることや一周忌などのときに法事を行うことを禁じている。

### 生活
子どもが誕生した時にはイスラーム名を付ける習慣があるが、他の教派が誕生直後に命名していたのに対しイフワーン派は誕生後7日経ってから命名する。また、イフワーン派の男性は髭を残し、女性は蓋頭というスカーフをかぶる。
礼拝以外のとき、イフワーン派はターバンの余剰の布を巻き上げる。これに対しカディーム派は余剰の布を垂らしたままにしており、これをめぐって1933年に両派のアホンの間で論争が行われた。

### 礼拝
イフワーン派には「念経不吃飯、吃飯不念経」という標語がある。これは「クルアーンを詠めば饗応を受けてはならない。饗応を受けるのであればクルアーンを詠んではならない」という意味であり、門宦が行っていた、クルアーンの朗読の後に饗応を受けるという慣習を批判したところから来ている。また、クルアーンの朗読で報酬を得ることにも反対している。

## 他教派との関係

### カディーム派
イフワーン派はそもそもカディーム派などの古くからある教派への批判から形成されており、形成当初からカディーム派などを「歪教」「異端」「外道」と痛烈に批判していたため、カディーム派との間には激しい軋轢があった。
イフワーン派が西安に伝来した際にはカディーム派のアホンと論争が行われ、信者の間でも殴り合いなどの争いが多発した。こうした争いは中華人民共和国成立後に収束したとされるが、イフワーン派とカディーム派の結婚は忌避される傾向にあったという。
西安のカディーム派のモスクで調査を行った今中 (2011)によると、カディーム派の葬儀にイフワーン派が参加することはほとんどないという。その一方で、澤井 (2018)によると、イフワーン派とカディーム派の葬儀の儀礼には両派の混同が見られるという。

### サラフィーヤ派
サラフィーヤ派は1937年にイフワーン派から分裂した教派であるが、多くの点でイフワーン派と同じ主張を持っている。

### ワッハーブ派
馬万福はワッハーブ派に影響を受けて宗教改革を決意したが、イフワーン派とワッハーブ派のつながりについては中国国内で論争がある。回族のイスラーム研究者である馬通は著書の『中国伊斯蘭教派与門宦制度史略』において、イフワーン派は中国イスラームの産物であり、イスラームの革新運動を起こすという点では一致しているが革新の内容は同じではないとしているという。